# Kevin Prosch
Kevin Prosch är en amerikansk musiker, sångare, musikproducent och låtskrivare som primärt producerar och framför kristen musik. Dessutom varit pastor i församlingen More baserad i Amarillo i Texas.
Som ung inspirerades Kevin Prosch musikaliskt av bland andra Rolling Stones, Bob Dylan, Van Morrison, Hank Williams och Ron Woods.
Prosch blev känd som lovsångsledare inom Vineyard-rörelsen i USA under 1980-talet och hans musik har influerat andra kristna musiker såsom Matt Redman, Martin Smith från Delirious? och Darrell Evans.
1993 bildade han bandet The Black Peppercorns vilka sedan turnerade över hela världen och fortfarande, 2010, gör spelningar tillsammans. Flera av medlemmarna är till exempel inbokade på "The COOPe Festival" i Amarillo 9-10 juni 2010.
Som musikproducent har Kevin Prosch bland annat producerat en skiva för svenska Viola Grafström, Parachute of Dreams, som släpptes på Kingsway. Numera driver han även studion "Third Ear Music", som ligger i anslutning till församlingen More.

## Diskografi
- 2009: The Gift (med Heidi Baker)
- 2007: True Riches (med Keith Miller)
- 2006: The Language of Eden (med Todd Bentley)
- 2002: Palanquin (Forerunner Records)
- 1998: Reckless Mercy (Vertical Music)[5]
- 1997: Journeys Of Life (7th Time Music)
- 1997: The Finer Things in Life (med Bryn Haworth)
- 1996: Kiss The Son (7th Time Music)
- 1995:Tumbling Ground (med The Black Peppercorns) (7th Time Music, UPC/EAN: 649567050020)
- 1993: Come To The Light (7th Time Music)
- 1991: Even So Come (Vineyard Music Group)
- 1991: Save Us Oh God (Medverkar som en av flera lovsångsledare) (Vineyard Music Group)
- 1990: King of Saints (Medverkar som en av flera lovsångsledare) (Vineyard Music Group)